# 米尔内 (米尔霍罗德区)
50°2′27″N 33°48′20″E / 50.04083°N 33.80556°E
米尔内（烏克蘭語：Мирне），2024年9月前名为代卡布里斯蒂夫（烏克蘭語：Декабристів），是烏克蘭的镇，位於該國中部波爾塔瓦州，由米爾霍羅德區大索罗钦齐市镇負責管轄，距離大拜拉克1.5公里，海拔高度110米，2001年人口469。
2024年9月19日，乌克兰最高拉达将此镇的名字改为米尔内。